# Guy Swennen
Guido Willy (Guy) Swennen (Eigenbilzen, 30 juli 1956) is een voormalig Belgisch politicus voor de sp.a.

## Levensloop
Guy Swennen liep middelbaar onderwijs in het Atheneum van Hasselt en behaalde in 1979 zijn licentie in de rechten aan de Vrije Universiteit Brussel. Hij werd beroepshalve advocaat en zelfstandig juridisch adviseur. Hij richtte een eigen kantoor op in Bilzen.
Op zijn 17e werd hij lid van de BSP en in 1981 werd hij voorzitter van de SP-afdeling van het arrondissement Tongeren-Maaseik. Na de gemeenteraadsverkiezingen van oktober 1982, waarbij Swennen verkozen werd tot gemeenteraadslid van Bilzen, werd hij meteen schepen van Burgelijke Stand, Informatie en Inspraak en bleef dit tot in 1985. In 1985 werd hij verkozen als provincieraadslid van de provincie Limburg, een mandaat dat hij tot in 1991 uitoefende. Van 1985 tot 1991 was hij eveneens gedeputeerde van de provincie. 
In 1991 werd hij voor het arrondissement-Maaseik verkozen tot lid van de Kamer van volksvertegenwoordigers en bleef dit tot in 1995. Swennen was er actief in de commissie Justitie. In de periode januari 1992-mei 1995 had hij als gevolg van het toen bestaande dubbelmandaat ook zitting in de Vlaamse Raad. De Vlaamse Raad was vanaf 21 oktober 1980 de opvolger van de Cultuurraad voor de Nederlandse Cultuurgemeenschap, die op 7 december 1971 werd geïnstalleerd, en was de voorloper van het huidige Vlaams Parlement. Bij de eerste rechtstreekse verkiezingen voor het Vlaams Parlement van 21 mei 1995 werd hij verkozen in de kieskring Hasselt-Tongeren-Maaseik. Ook na de volgende Vlaamse verkiezingen van 13 juni 1999 bleef hij Vlaams volksvertegenwoordiger tot juni 2003. Als Vlaams Parlementslid zetelde Swennen in de commissie Welzijn en Gezondheid, waarvan hij van 1995 tot 2003 secretaris was.
Bij de federale verkiezingen van 2003 werd Swennen opnieuw verkozen in de Kamer van volksvertegenwoordigers, waar hij zich opnieuw ging bezighouden met Justitie. Na de verkiezingen van 2007 en die van 2010 werd Guy Swennen gecoöpteerd in de Senaat en bleef er zetelen tot in 2014.
Als senator werd Guy Swennen van 2012 tot 2014 quaestor, van 2007 tot 2014 tweede ondervoorzitter van de Senaatscommissie Justitie,  van 2007 tot 2011 lid van de commissie Binnenlandse Zaken, van 2012 tot 2014 lid van de commissie voor de Institutionele Aangelegenheden, van 2010 tot 2014 lid van de controlecommissie betreffende de verkiezingsuitgaven en de boekhouding van de politieke partijen afvaardiging Senaat, van 2011 tot 2014 lid van de werkgroep "Erfrecht", van 2010 tot 2014 lid van de werkgroep "Politieke Partijen" afvaardiging Senaat en van 2012 tot 2014 lid van de werkgroep "Statuut van de deskundigen in strafzaken". In 2014 stond hij bij de verkiezingen als lijstduwer op de Limburgse Kamerlijst, maar hij werd niet verkozen. In 1999 werd hij ook lid van het nationaal partijbureau van de sp.a.
Swennen is een van de grondleggers van de wet op het verblijfsco-ouderschap in 2006, de nieuwe echtscheidingswet in 2007 en diende het wetsvoorstel in voor euthanasie voor minderjarigen in 2013. Hij schreef meerdere wetsvoorstellen binnen het familie- en erfrecht. Hij stelde tevens een reeks maatregelen voor ter bestrijding en voorkoming van het ouderverstotingssyndroom, waaronder strafbaarstelling van ouderverstoting.
Van 1995 tot 2019 was hij opnieuw gemeenteraadslid van Bilzen, waar hij van 1995 tot 2019 ook schepen was. Als schepen was hij van 1995 tot 2000 bevoegd voor Milieu en Openbare Werken en in de legislatuur 2001-2006 was hij schepen voor Openbare Werken, Ruimtelijke Ordening en Milieu. Na de gemeenteraadsverkiezingen van oktober 2006 werd hij eerste schepen, in de legislatuur 2007-2012 bevoegd voor Lokale Economie, Sport, Milieu en Feestelijkheden en in de zittingsperiode 2013-2018 belast met Cultuur, Toerisme en Sport. Ten slotte werd hij na de gemeenteraadsverkiezingen van oktober 2018 schepen van Cultuur, Senioren en Bibliotheek. In augustus 2019 verliet hij de politiek.
Sinds 1 december 2014 mag hij zich ere-Vlaams volksvertegenwoordiger noemen. Die eretitel werd hem toegekend door het Bureau (dagelijks bestuur) van het Vlaams Parlement.

## Trivia
- Op 16 maart 2003 ontving hij de Gouden Wortel van EVA vzw voor zijn inspanning om vegetarisme op de politieke agenda te plaatsen.[8]
- Op 29 maart 2014 werd hij door De Standaard uitgeroepen tot tweede beste senator van de legislatuur 2010-2014.[9]
- Guy Swennen mocht drie maal de homofolieprijs in ontvangst nemen voor zijn wetgevend werk ten voordele van de holebigemeenschap. Hij won deze midden de jaren 90 als enige laureaat en in 2003 en 2005 werd hij bekroond samen met andere politici.[10][11][12]